# Mackov bok
Mackov bok je přírodní rezervace v oblasti NAPANT.
Nachází se v katastrálním území obce Slovenská Ľupča v okrese Banská Bystrica v Banskobystrickém kraji na Slovensku. Území bylo vyhlášeno či novelizováno v roce 1976 na rozloze 3,7500 ha. Ochranné pásmo nebylo stanoveno.